# 639 a.C.

## Eventos
- Os gregos usam, pela primeira vez, o oráculo de Dodona.[1]